# Aleksandra Krunić
Aleksandra Krunić (serbisk: Александра Крунић ; født 15. marts 1993) er en serbisk tennisspiller.
Hun repræsenter Serbien under Sommer-OL 2016 i Rio de Janeiro, der hun blev slået ud i første runde i singel.